# 이희재 (정치인)
이희재(李熙宰, 1952년 8월 19일 ~ )는 대한민국의 정치인이며, 제6대 대전광역시의회 의원을 지냈다.

## 학력
- 회덕초등학교 졸업
- 한밭중학교 졸업
- 보문고등학교 졸업
- 경북산업대학교 산업공학과 졸업

## 경력
- 회덕향교 감사
- 자유선진당 대덕구당원협의회 부위원장
- 대덕보학연구원 원장
- 한국성씨총연합회 상임이사
- 2010년 5월 제5회 동시지방선거 후보자(자유선진당, 대전시의회 의원)
- 2010년 7월 ~ 2012년 5월 대전시의회 시의원(자유선진당, 대덕구 제2선거구, 득표율 31.01%)
- 2012년 5월 대전시의회 시의원(선진통일당)

## 역대 선거 결과
|  | 19.07% |

|  | 31.01% |

|  | 11.12% |

## 가족 관계
아들은 이용기(李龍基)이었으며, 1986년 11월 30일 태어났고, 2025년 5월 18일 사망하였다.